# Psychiatrisch Centrum Sint-Jan

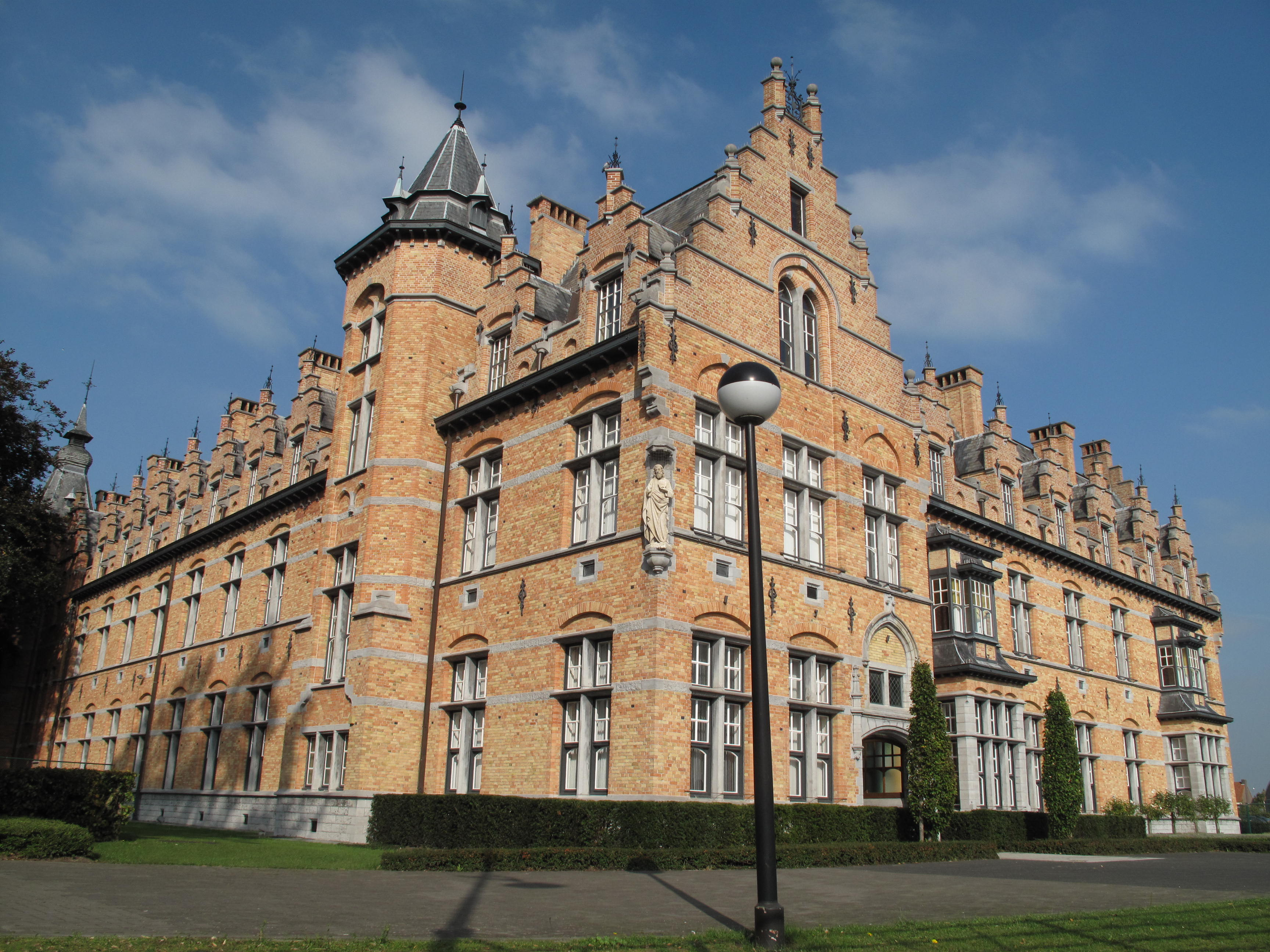
Het gebouw uit 1906, dat nu dient als administratief gebouw.

Het Psychiatrisch Centrum Sint-Jan is een katholiek psychiatrisch ziekenhuis dat is gevestigd in de Belgische stad Eeklo. In de hoofdstad van het Meetjesland noemt men de kliniek - in de volksmond - het Gesticht over d'IJzers, omwille van zijn ligging bij de spooroverweg.

## Eeuw zorg
De eigenlijke start van dit ziekenhuis was in 1901 toen 4 zusters van de Congregatie van de Zwartzusters van de Heilige Philippus Neri zich in Eeklo kwamen vestigen. Deze zusters kwamen uit Sint-Niklaas en deden er aanvankelijk aan thuiszorg in opvolging van de pas vertrokken zusters Jozefieten. In 1905 kochten eerstgenoemden een stuk grond en lieten er in 1906 het hospitaal opgerichten onder de bescherming van Sint-Jan-Baptist. Het werd aanvankelijk een algemeen ziekenhuis en het was één dokter die er de eerste ingrepen uitvoerde. In 1911 verliet hij Eeklo en van dan af ging men zich toeleggen op de behandeling van psychiatrische patiënten. Toen kreeg men een vergunning voor de verzorging van 110 patiënten die gestaag opliep maar daarna terug verminderde omwille van overheidsbeslissingen. Pas in de jaren '70 werden er mannelijke patiënten toegelaten.
In 2021 heeft men de zorg over 181 patiënten die omringd worden door 300 medewerkers. Het telt 133 bedden voor hospitalisatie, 46 stoelen voor daghospitalisatie en 2 bedden voor nachthospitalisatie. Naast het ziekenhuis is er tevens een verzorgingstehuis voor een 40-tal chronische patiënten.
Gedurende de eeuw van zorg werden er verschillende paviljoenen bijgebouwd en ondertussen weer afgebroken. Het oorspronkelijk gebouw in neo-gotische stijl - gelegen aan de straatkant aan de Oostveldstraat - is ingericht als administratief gebouw en ook deels als een notariaat.